# Hamar
Hamar er administationsby i Innlandet fylke, Norge, og var det også i det tidligere Hedmark fylke. Her ligger den administrative og politiske ledelse for det nye fylke, men der bliver også fylkeskommunale funktioner i Lillehammer.
Hamar blev grundlagt i 1152 som bispesæde. Hamar var den eneste middelalderby i Norge, som ikke lå ved kysten. Byen ligger ved søen Mjøsa, som er Norges største. Højeste punkt er Kroksjøhøgda der er 932 moh.
Hamar var én af værtsbyerne under Vinter-OL 1994 i Lillehammer. Skøjtekonkurrencerne blev afholdt i Vikingskipet, mens grenene kortbaneløb og kunstskøjteløb foregik i Hamar OL-Amfi.
Før Vinter-OL blev VM i bandy og VM i banecykling arrangeret i 1993 i Vikingskipet.

## Historie
Hamars bosættelseshistorie går næsten fire tusind år tilbage. Fra 1700-tallet var Åker storgård i Vang et magtcentrum og en retsbygning, Heidsævistinget (Eidsivating), hvor loven og dommen for hele mæslingeregionen blev fastsat. Nogle stednavne (for eksempel Torshov og Vidarshov) indikerer også religiøs magt. Hedemarken var et af de sidste områder, som den hellige formåede at kristne. Han overraskede fem små konger ledet af Olav den Hellige, som var samlet i Ringsaker for at kæmpe.
Hamar omtales som kaupang under Harald Hårderåde regeringstid. I 1152 blev Hamars bispedømme oprettet af den pavelige udsending Nikolaus Breakspere, som senere blev valgt til pave. Dette omfattede en katedral, kloster, skole og råd hus. Således opstod handel og kultur også. I 400 år var Hamar en af landets fire og fem centrale byer på grund af sin position som biskopråds- og religiøst center. Biskop Mogens Lauritssøn var den sidste katolske biskop, der gav op, efter at den danske kommandør Truid Ulfstand kom til Hamar i 1537 og tog ham i fangenskab i Danmark. Disse begivenheder markerer en korsvej i norsk historie. Som biskop var Mogens medlem af Norges landsråd. Med indførelsen af reformationen, den danske konge Christian 3. ned i Det Norske Landsråd, og Norge blev et lydrigt under Danmark.
Domkirken og biskoppens slot hed nu Hamarhus Slott. Domkirken og Bispeborgen blev ødelagt under Den Nordiske Syvårskrig i 1567, af den svenske kong Eriks, kommandør, Johan Siggeson, og hans soldater. Med dette forsvandt den sidste rest af kraftcentret Hamar. Med dette forsvandt den sidste rest af kraftcentret Hamar. I 1587 blev markedet i Hamar lukket, efter at kongeligt dekret blev lukket efter pres fra Oslo-borgere, der siges at have følt konkurrencen. Hamar mistede bystatus, området blev overtaget af Storhamar gård, og befolkningen faldt hurtigt.
I 1849 blev handelsbyen Hamar etableret ved kongeligt dekret, på 400 hektar jord fra Storhamar gård mod Åkersvika. Byen skulle være et administrativt og økonomisk centrum for indlandsnorge med salg af landbrugsprodukter som den vigtigste industrirute. Landets anden jernbanelinje blev åbnet fra Hamar til Grundset.
I 1871 blev Hamar ramt af en tyfus epidemi, der varede i ti år. Årsagen var, at spildevandet blev udledt for tæt på vandindtaget.
Hamar voksede stærkt som en by i slutningen af det 19. århundrede, hjulpet af fødevareindustrien og værkstedsindustrien forbundet med landbrug i distriktet. Byen blev udvidet i 1878, 1946, 1947, 1965 og senest i 1992. Byen havde sine nuværende grænser i 1992, da Hamar og Vang blev fusioneret med dele af Ringsaker kommune (oprindeligt en del af Furnes) til Hamar kommune. Kommunens areal er steget fra 18,5 km² til 351 km². Borgerne i Vang var meget kritiske, og ved en folkeafstemning stemte 95 procent imod sammenlægningen.
På romani byen kaldes Dankrus-fåron)

### Historisk population
Umiddelbart efter byens status: 25
- 1855: 1 025
- 1865: 1 868
- 1875: 2 050
- 1885: 3 773
- 1895: 4 777
- 1900: 6 043
- 1950: 11 507
- 1960: 13 489
- 1970: 15 417
- 1975: 16 261
- 1980: 15 917
- 1990: 16 129
- 1992: 26 000 (efter sammenlægning med Vang)
- 2000: 26 545
- 2005: 27 439 (ca. 29 000 i landsbyen, som omfatter områder i Ringsaker og Stange kommune)
- 2018: 31 144 (pr. 4. kvartal 2018)

## Seværdigheder
Byens største attraktion er Domkirkeruinerne. Ved domkirkeruinerne afholdes middelaldermarkedet Hamar Middelalderfestival hvert år i maj eller juni.
Derudover findes Hedmarksmuseet og Norsk Jernbanemuseum.
Byen er også berømt for sin skøjtehal Vikingskipet
- Vikingskipet
- Fra kirkeruinerne på Domkirkeodden
- Hamar

## Sport

### Skøjteby Hamar
Hamar er kendt som Skøytebyen. Det er usikkert, hvornår den første skøjteklub blev grundlagt, men det er sikkert, at Hamar Skøyteklubb eksisterede i 1865. I 1894 var Hamar Idrætsforening ansvarlig for EM i skøjteløb for amatører, og året efter arrangerede de verdensmesterskaber. For at blive verdensmester måtte du vinde tre ud af fire løb (500m, 1500m, 5.000m og 10.000m), som Jaap Eden klarede. I 1949 Hamar stadion blev renoveret, og i 1952 blev verdensmesterskabet afholdt der igen. Over 20000 tilskuere så den to-dages begivenhed vundet af Hjalmar "Hjallis" Andersen. En måned tidligere havde Hjallis sat et nyt verdensrekord på 10 000 meter med 16.32.6 på det samme stadion under en international skøjteløbskamp mellem Norge og resten af verden. Derefter var der over 3000 tilskuere på stadionet, hvilket er et rekordstort antal tilskuere til et sportsbegivenhed i Hamar. I 1985 blev Hamar Stadium for sidste gang brugt som verdensmesterskabsarena. Hollænderen Hein Vergeer blev verdensmester. Efter at Vikingskipet blev bygget i 1992, var Hamar Idrettslag vært for verdensmesterskabet i 1993, 1999 og 2004. Hollænderne Falko Zandstra og Rintje Ritsma vandt de første to gange, mens den amerikanske Chad Hedrick vandt i 2004. I 1996 blev verdensmesterskabet for enkeltdistancer afholdt i byen.

### Holdsport
Hamar har tre klubber på det øverste liganiveau i Norge. Ishockeyklubben Storhamar spiller i Fjordkraftligaen og har CC Amfi som hjemmearena, og kvindelaget i Storhamar håndbold spiller i Eliteserien i håndball for kvinner. Hamarkameratene spiller i Eliteserien i fotball for menn, og kvindelaget fra Fotballaget Fart spiller i 2. division. Hamar Idrettslag s bandyhold spiller i næsthøjeste division. Hamar Ruins spiller i 2. division i amerikansk fodbold. Ruins ungdomshold har vundet ligamesterskabet og NM-guld.

#### Sportshold i kommunen
- Hamarkameratene (fodbold)
- Hamar og omegn Bueskytter
- Hamar Fotballklubb
- Hamar Idrettslag (bandy, kunstskøjteløb, fodbold, atletik, skøjteløb, dykning, svømning, tennis, gymnastik, tidligere pistolskydning )
- Hamar Skiklubb
- Hamar Ruins (amerikansk fodbold)
- Hwa Rang Hamar (taekwondo)
- Hamar Taekwondoklubb
- Hamar judoklubb
- Ajer Innebandyklubb
- Bingens Disipler
- Briskebyen Bowlingklubb
- Fotballaget Fart (fodbold)
- Ridabu Idrettslag (fodbold)
- Storhamar Idrettslag (fodbold, ishockey, håndball, kunstskøjteløb)
- Vang Fotballag og Vang Håndballag
- Vang Skiløperforening
- HaGL Fallskjermklubb
- Norsk Motorsport Klubb avd. Hamar

## Notable personer fra Hamar
- Kirsten Flagstad († 1962)
- Andreas Cappelen († 2008), politiker, regeringsmedlem
- Eva Kløvstad, modstandskvinde, leder af en Milorg-afdeling († 2014)[4][5][6]
- Nora Aschim, forfatter[7]
- Anne-Lise Bakken (1952-), politiker, regeringsmedlem
- Patrick Thoresen (1983-), ishockeyspiller

## Venskabsbyer
- Finland Borgå
- Island Dalvik
- USA Fargo
- Tyskland Greifswald
- Israel Karmiel
- Palæstina Khan Younis
- Sverige Lund
- Danmark Viborg